# Los Blázquez
Los Blázquez ist eine Gemeinde mit 635 Einwohnern (Stand: 2024) in der Provinz Córdoba in Andalusien. Sie liegt in der Comarca Valle del Guadiato.

## Geographie
Die Gemeinde grenzt an Fuente Obejuna, La Granjuela, Monterrubio de la Serena, Peraleda del Zaucejo und Valsequillo. 

## Geschichte
Der Ort entstand im 17. Jahrhundert und wurde von Siedlern aus dem benachbarten Fuente Obejuna  gegründet. 1842 erhielt die Siedlung den Titel einer Villa (Kleinstadt).